# Lijst van beschermd erfgoed in Oerle
Onderstaande tabel geeft een overzicht van de beschermde erfgoederen in de gemeente Oerle. Het beschermd erfgoed maakt deel uit van het cultureel erfgoed in België.
| Object                                                                                                 | Bouwjaar/architect | Deelgemeente  | Adres | Coördinaten                   | Nummer?                | Afbeelding                                                                                             |
| --- | ------------------ | ------------- | ----- | ----------------------------- | ---------------------- | --- |
| Kerk Saint-Clément: toren en schip                                                                     |                    | Oreye         |       | 50° 43' 42" NB, 5° 21' 25" OL | 64056-CLT-0001-01 Info | Kerk Saint-Clément: toren en schip                                                                     |
| Tumulus van Wouteringen en het ensemble van de tumulus, de kapel van Saint-Eloy en de directe omgeving |                    | Otrange       |       | 50° 44' 14" NB, 5° 22' 5" OL  | 64056-CLT-0002-01 Info | Tumulus van Wouteringen en het ensemble van de tumulus, de kapel van Saint-Eloy en de directe omgeving |
| Kerk Saint-Hubert: toren en schip                                                                      |                    | Lens-sur-Geer |       | 50° 43' 17" NB, 5° 21' 11" OL | 64056-CLT-0003-01 Info | Kerk Saint-Hubert: toren en schip                                                                      |
| Tumulus van Hodeige en omgeving                                                                        |                    | Lens-sur-Geer |       | 50° 42' 1" NB, 5° 21' 52" OL  | 64056-CLT-0004-01 Info | Tumulus van Hodeige en omgeving                                                                        |
| Tumulus van Hodeige, de archeologische site                                                            |                    | Lens-sur-Geer |       | 50° 42' 1" NB, 5° 21' 52" OL  | 64056-PEX-0001-01 Info | Tumulus van Hodeige, de archeologische site                                                            |